# 할텡코

할텡코

할텡코(스페인어: Jaltenco)는 멕시코 멕시코주에 위치한 도시로 면적은 3.3km2, 인구는 26,359명(2005년 기준)이다.

시 문장